# Монастырь-Чокрак
Монасты́рь-Чокра́к, Су-Тешиги́ (укр. Монастир-Чокрак, Су-Тешігі, крымскотат. Manastır Çoqraq, Манастыр Чокъракъ; Suv Teşigi, Сув Тешиги) — пещера вертикального типа (шахта) на Караби-яйле в Крымских горах. Относится к Горно-Крымской карстовой области.

## Описание
Расположена к югу от вершины Иртыш в восточной части нижнего плато Караби-яйла — горного массива (яйлы) в составе Главной гряды Крымских гор, самой восточной из больших яйл Крыма. Вход в пещеру размерами 10 на 15 метров находится в ста метрах от дороги.
Относится к Горно-Крымской карстовой области. Глубина — 110 метров, длина — 510 метров, объём — 77 500 кубических метров, категория трудности 2А.
Название Монастырь-Чокрак означает в переводе с крымскотатарского языка «монастырский родник» (крымскотат. manastır, манастыр — монастырь, крымскотат. çoqraq, чокъракъ — родник). Причины возникновения названия неизвестны, сведений о существовании в прошлом в окрестностях родника монастыря на данный момент нет. Второе название Су-Тешиги означает в дословном переводе «водяная дыра» (крымскотат. suv — вода, крымскотат. teşik — дыра, отверстие).

## История
Известна с начала XIX столетия, исследована в 1960—1970 годах.
19 января 2013 года в результате несчастного случая (падения в колодец пещеры автомобиля) один человек погиб, двое травмированы. Автомобиль был эвакуирован и пещера вновь открыта для посещения.
2 мая 2017 года в результате несчастного случая (обрыв веревки) погиб 21-летний спелеолог Алексей Карасёв (спелеоклуб «Барьер»). Причина трагедии — повреждение веревки серной кислотой во время хранения и как следствие потеря её прочности.